# Долинська сільська рада (Токмацький район)
| Долинська сільська рада — колишній орган місцевого самоврядування у Токмацькому районі Запорізької області з адміністративним центром у с. Долина. Історична дата утворення: 1963 рік. Водоймища на території, підпорядкованій даній сільській раді: р.Молочна. Сільській раді були підпорядковані населені пункти: - с. Долина - с. Левадне - с. Любимівка - с. Рибалівка |

## Склад ради
Загальний склад ради: 12 депутатів. Партійний склад ради: Наш край — 3, Самовисування — 9.

### Керівний склад ради
| ПІБ                       | Основні відомості                                                 | Дата обрання | Дата звільнення |
| ------------------------- | ----------------------------------------------------------------- | ------------ | --------------- |
| Липка Ірина Володимирівна | Сільський голова, 1964 року народження, освіта, позапартійна      | 26.03.2006   | 31.10.2010      |
| Липка Ірина Володимирівна | Сільський голова, 1964 року народження, освіта вища, позапартійна | 31.10.2010   | 25.10.2015      |
| Липка Ірина Володимирівна | Сільський голова, 1964 року народження, освіта вища, позапортійна | 25.10.2015   |                 |

Примітка: таблиця складена за даними джерела